# Astrophysics Data System

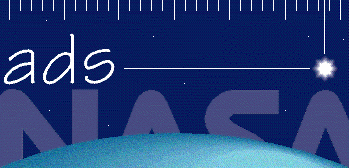
ADS logotyp.

Astrophysics Data System (vanligtvis refererat till som ADS) är en databas som är uppkopplad på Internet utvecklad av National Aeronautics and Space Administration (NASA). Databasen innehåller över åtta miljoner avhandlingar från källor både med och utan peer review inom ämnena astronomi och fysik. Abstract finns fritt tillgängliga online för nästan alla artiklarna och när det gäller äldre artiklar finns de inscannade i sin helhet i Graphics Interchange Format (GIF) och Portable Document Format (PDF). Nya artiklar har länkar till de elektroniska versioner på däggningar har). Databasen administreras av Harvard–Smithsonian Center for Astrophysics.
ADS är ett kraftfullt forskningsredskap och har sedan starten 1992 haft en stor påverkan på hur effektivt den astronomiska forskningen har kunnat bedrivas. Litteratursökningar som tidigare kunde ta dagar eller veckor går nu att genomföra på bara några sekunder genom ADS sökmotor, specialbyggd för astronomernas behov. Studier har visat att de fördelar som ADS leder till för astronomin som forskningsfält går att värdera till flera hundra miljoner amerikansk dollar per år, och systemet beräknas ha tredubblat antalet läsare av astronomiska tidskrifter.
Då ADS används av en mycket stor del av världens alla astronomer kan användningsstatistik användas för att analysera globala trender inom den astronomiska forskningen. Dessa studier har avslöjat att andelen forskning som en astronom utför går att hänföra till hur mycket bruttonationalprodukt (BNP) per capita är i det land där astronomen är verksam. Det visar även att antalet astronomer i landet är proportionellt till landets BNP. Detta innebär att den totala mängden forskning som bedrivs i ett land är proportionellt till kvadraten av BNP delat med dess befolkning.

## Historia
Under många år växte problemet inom den astronomiska forskningen (precis som i andra akademiska vetenskapliga grenar) att antalet artiklar som publicerades i de större astronomiska tidskrifterna stadigt ökade i antal, detta innebar att astronomernas möjligheter att läsa de senaste forskningsrönen minskade. Under 1980-talet insåg astronomer att den gryende teknologiska utvecklingen som kom att utgöra grunden för Internet med tiden skulle kunna gå att använda till att bygga upp en elektronisk indexering av astronomiska artiklar och forskningsrön. Detta skulle kunna möjliggöra för astronomerna att genomföra forskning med en mycket större spännvidd.
Första gången en databas med abstrakt till artiklar i tidskrifter föreslogs var på en konferens med temat Astronomy from Large Data-bases. Konferensen hölls i Garching bei München år 1987. Under de två efterkommande åren inleddes utvecklingen av ett elektroniskt system för att enkelt komma åt astrofysikaliska abstrakt. År 1991 ägde diskussioner rum gällande hur ADS skulle kunna integreras med SIMBAD-databasen. SIMBAD-databasen innehöll en kategorisering av all tillgänglig identifieringsmaterial för objekt utanför solsystemet. Tanken var att astronomerna skulle kunna söka efter alla artiklar som skrivits om ett specifikt objekt.
En första version av ADS, med en databas med 40 artiklar, skapades som ett konceptbevis år 1988. Sommaren 1993 kopplades ADS-databasen samman med SIMBAD-databasen. Skaparna ansåg detta vara första gången Internet använts för att tillåta simultana förfrågningar från transatlantiska vetenskapliga databaser. Fram till 1994 var tjänsten tillgänglig via programvara för proprietära nätverk, men den fördes därefter ut på det gryende World Wide Web tidigt det året. Efter introduktionen av Astrophysics Data System:s webbaserade tjänst fyrdubblades antalet användare av tjänsten på fem veckor.
Till att börja med var de artiklar som var tillgängliga via ADS inscannade i bitmap från papperskopiorna av tidskrifterna. Från 1995 och framåt började dock Astrophysical Journal ge ut en on-line utgåva och snart följde även andra större tidskrifter såsom Astronomy and Astrophysics och Monthly Notices of the Royal Astronomical Society. ADS tillhandahöll länkar till dessa elektroniska utgåvor från första stunden de gavs ut. Sedan 1995 har antalet användare av ADS i stort sett dubblerats vart annat år. ADS har nu avtal med nästan alla astronomiska tidskrifter, som sänder in abstrakt till databasen. Inscannade artiklar från så långt tillbaka som 1800-talet finns tillgängliga via tjänsten och ADS innefattar nu över åtta miljoner dokument. Tjänsten distribueras globalt och har tolv spegelsidor i tolv länder, på fem kontinenter. Databaserna synkroniseras genom uppdateringar varje vecka genom användandet av rsync, ett hjälpprogram för spegling av information. Programmet gör det möjligt att endast uppdatera de delar av databasen där det har skett förändringar. Alla uppdateringar utlöses centralt, men de startar igång skript på spegelsidorna som "drar in" uppdaterad data från ADS huvudservrar.

## Data i systemet

År 2005 fanns det 1284 artiklar om M101 tillgängliga via ADS. Vissa av artiklarna redan från år 1850.

Artiklarna är indexerade i databasen baserat på deras bibliografiska förteckning som innehåller information om de tidskrifter där de publicerats och diverse åtföljande metadata, såsom författarlistor, referenser och hänvisningar. Ursprungligen lagrades denna data i ASCII-format, men på grund av de begränsningar detta format ledde till tog de som underhöll databasen beslutet att flytta all dokumentation till XML-fomatet (Extensible Markup Language) år 2000. Den bibliografiska förteckningen är nu lagrad i XML delar, med underdelar för diverse metadata.
Sedan uppkomsten av online-versioner av tidskrifter har abstrakten till artiklarna laddats in i ADS samtidigt eller innan utgivningen av artikeln, med den kompletta texten tillgänglig för prenumeranter. Äldre artiklar har ofta blivit inscannade och ett abstrakt har skapats genom att använda Optical character recognition-mjukvara, efter att avtal ingåtts med tidskrifternas utgivare.
Inscannade artiklar lagras i TIFF-format, i både medium och hög upplösning. Efter begäran kan TIFF-filerna konverteras till GIF-filer för att visas på skärmen, eller så kan filerna konverteras till PDF eller PostScript för att skrivas ut. Filerna som genereras cacheas för att populära artiklarna inte skall behöva uppdateras så ofta. År 2010 innehöll ADS 1,3 TB med scannade filer.
Inledningsvis innehöll databasen endast referenser till astronomi, men den har nu utökats till att innefatta tre databaser. De täcker astronomireferenser (inkluderat planetologi och studier av solen), fysikreferenser (inkluderat instrumentering och geovetenskaperna) samt vetenskapliga artiklar som ännu inte utgivits i arXiv. Den astronomiska databasen är utan tvekan den mest avancerade samt den mest populära och den står för cirka 85 procent av den totala användningen av ADS. Artiklarna i de olika databaserna sorteras efter vilket ämne de behandlar snarare än vilken tidskrift de publicerats i. Det gör att artiklar, oberoende från vilken tidskrift de kommer ifrån kan dyka upp i en sökning på vilken som helst av databaserna. Genom att databaserna för de olika vetenskapsgrenarna hålls separerade blir det möjligt att skräddarsy sökningarna genom att ge olika vikt, beroende på hur vanliga de är inom de olika fälten, till de ord som användaren söker på.
Data för de vetenskapliga artiklar som ännu inte publicerats uppdateras dagligen från arXiv, vilket är den huvudsakliga förvaringsplatsen för dessa opublicerade artiklar inom ämnesområdena fysik och astronomi. Uppkomsten av databaser med vetenskapliga artiklar som ännu inte publicerats, likt ADS, har haft en avsevärd påverkan på tempot på astronomisk forskning då artiklarna ofta finns tillgängliga online veckor eller rentav månader innan de publiceras i tidskrifterna. Att även dessa ännu opublicerade artiklar inkluderas innebär att sökmotorn kan återkomma med den forskningen som är mest högaktuell. Risken är dock att dessa artiklar inte genomgått processen med peer review eller blivit korrekturlästa och uppnått den standard som krävs för att bli publicerad i en av viktigare tidskrifterna. ADS:s databas länkar mellan den version där de vetenskapliga artiklarna ännu inte publicerats med den senare publicerade artikeln där det är möjligt. Detta för att sökningar på citat och referenser återkommer med länkar till den artikel i en tidskrift där den tidigare opublicerade artikeln citeras.

## Mjukvara och hårdvara
Mjukvaran bygger på ett system som skrevs speciellt för det, vilket tillåter omfattande specialanpassning för astronomernas behov. Detta hade inte varit möjligt med en mjukvara för databasen som inte varit specialanpassad. Skripten skrivs för att vara så plattformsoberoende som möjligt på grund av behovet att upprätthålla speglar på olika system runtom i världen. Den ökade användningen av Linux som operationssystem inom astronomin har lett till en ökning av optimeringen för skript för att installera det på den plattformen.
Huvudservern för ADS finns på Harvard-Smithsonian Center for Astrophysics in Cambridge, Massachusetts. Servern är en Dell PowerEdge 2950 med två Intel Xeon X5450 quad-core processorer (3.0 GHz) med 64 GB RAM, vilket driver CentOS 5,4 Linux distributionen. Spegelsidor finns i Brasilien, Kina, Chile, Frankrike, Indien, Indonesien, Japan, Ryssland, Storbritannien, Tyskland och Ukraina.

## Indexering
ADS mottar abstrakt eller innehållsförteckningar från närmare tvåhundra olika tidskrifter. Denna tjänst kan ta emot data som hänvisar till samma artikel från ett flertal källor, och skapar en bibliografisk referens baserad på den data som är den mest korrekta från varje källa. Det spridda användandet av TeX och LaTeX av nästan alla vetenskapliga tidskrifter förenklar införandet av den bibliografiska datan till systemet i ett standardiserat format, och att lägga till HTML-kodade webbaserade artiklar är också enkelt. ADS använder Perlskript för att importera, behandla och standardisera bibliografisk data.